# Redondesco
Redondesco är en ort och kommun i provinsen Mantua i regionen Lombardiet i Italien. Kommunen hade 1 264 invånare (2018).